# 무형유산
무형유산(無形遺産)은 명칭에서도 알 수 있다시피 형태가 없는 문화유산을 가리킨다.
대한민국에서는 역사적으로나 예술적으로 높은 가치와 문화적 기능을 지닌 사람을 인간문화유산으로 지정하여 그 기능을 후계자에게 전수할 수 있도록 하며, 그 비용은 국가가 부담한다. 무형유산의 종류로는 연극·음악·무용·공예·무예·의식·놀이 등이 있다.

## 법률적 정의
무형유산에 대한 법률적 정의는 아래와 같다.
무형유산 여러 세대에 걸쳐 전승되어 온 무형의 문화적 유산 중 다음 각 목의 어느 하나에 해당하는 것을 말한다.
가. 전통적 공연ㆍ예술
나. 공예, 미술 등에 관한 전통기술
다. 한의약, 농경ㆍ어로 등에 관한 전통지식
라. 구전 전통 및 표현
마. 의식주 등 전통적 생활관습
바. 민간신앙 등 사회적 의식(儀式)
사. 전통적 놀이ㆍ축제 및 기예ㆍ무예

## 종류

### 연극
연극에는 인형극인 「꼭두각시놀음」과 가면극이 지정되어 있다.
가면극은 양주별산대놀이·송파산대놀이·하회별신굿탈놀이·봉산탈춤·강령탈춤·북청사자놀음·통영오광대 등이 있다.

### 음악 및 무용
음악으로는 종묘제례악을 비롯하여 판소리·가곡·가사·범패·대취타·산조 등, 무용으로는 진주검무를 비롯하여 처용무·승무·승전무·학무·살풀이춤 등이 무형문화재로 지정되어 있다.

### 공예
나전칠기장을 비롯하여 한산 모시짜기·옹기장 등이 있다. 또한 부채를 만드는 선자장으로 국가무형유산 보유자 김동식 선자장을 비롯한 지방무형유산 엄재수 선자장, 박계호 선자장 등이 있다.

### 의식
의식은 의례 또는 제의라고도 하며, 신이 설정된 공간에서 일정한 예식을 갖추고 행하는 법식을 행사를 말한다. 음력 5월 5일 단오날 강릉 시내에서 제사를 모시고 굿을 하는 강릉단오제 등이 있다.

### 무예
택견이 있다.

### 놀이
남사당놀이, 추석을 전후로 달밤에 부녀자들이 뛰노는 강강술래, 안동 차전놀이, 고싸움놀이, 밀양 백중놀이, 줄타기 등이 있다.